# 阿馬西亞和約

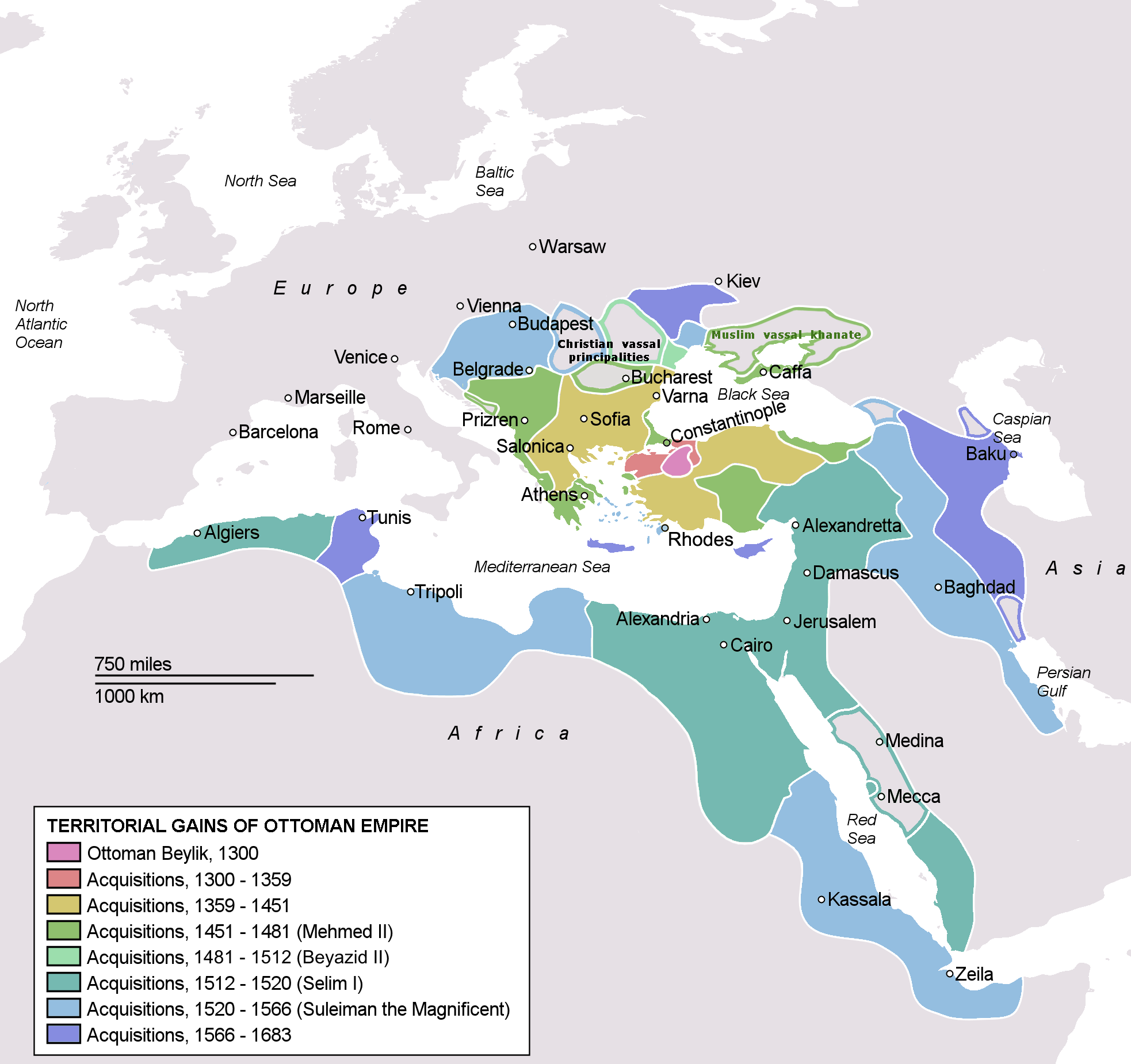
鄂圖曼-薩非戰爭使蘇萊曼一世得以抵達波斯灣。

阿馬西亞和約（波斯語：پیمان آماسیه、英語：Peace of Amasya）是在1555年5月29日由波斯薩非王朝沙阿塔赫瑪斯普一世與鄂圖曼帝國蘇萊曼一世於阿馬西亞簽訂的和約。
和約令1532年至1555年的鄂圖曼-薩非戰爭告一段落，訂明了波斯與鄂圖曼帝國之間的邊界，兩國在此後二十年內一直相安無事。根據和約，兩國分治亞美尼亞和格魯吉亞，鄂圖曼帝國獲得包括巴格達在內的伊拉克大部分地區，取得前往波斯灣的通道。波斯則保有舊都大不里士及戰前的西北邊境。兩國邊界始自劃分東西格魯吉亞的蘇拉姆山脈，通過亞美尼亞及札格羅斯山脈西麓直達波斯灣。鄂圖曼人容許波斯朝聖者前往聖城麥加和麥地那以及伊拉克的什葉派聖地。

## 註腳
1. ↑  Shaw 1976，第109頁